# Kenny Higgins
Kenny Higgins (* 21. September 1982 in Long Beach, Kalifornien) ist ein ehemaliger US-amerikanischer American-Football-, Canadian-Football- und Arena-Football-Spieler auf der Position des Wide Receivers.

## Karriere
Nachdem Higgins zwei Saisons am Long Beach City College College Football gespielt hatte, wechselte er an die University of Toledo zu den Toledo Rockets. Nachdem er in seiner ersten Saison nur vier Pässe fing, wurde er 2004 zum Starter. In den ersten vier Spielen fing er nur elf Pässe für 194 Yards. Im fünften Spiel gegen die Ball State Cardinals brach er jedoch die Schulrekorde für erfangene Yards in einem Spiel (233) und den längsten Passfang für einen Touchdown (96 Yards). Zudem zog er mit drei Touchdowns mit einem bereits bestehenden Rekord gleich. Insgesamt fing er in seiner letzten Saison 46 Pässe für 697 Yards und fünf Touchdowns.
Nachdem er im NFL Draft 2005 nicht ausgewählt wurde, verpflichteten die San Diego Chargers Higgins am 25. April 2005 als Free Agent. Am 14. Mai 2005 wurde er entlassen. Im Anschluss wechselte er zum Arena Football. Nachdem er 2006 bei den Memphis Xplorers in der af2 war, spielte er 2007 bei den Nashville Kats in der Arena Football League (AFL). Durch seine Leistungen bei den Kats wurde er ins All-Rookie Team der AFL gewählt. Nachdem diese sich auflösten, wurde Higgins im Dispersal Draft von den Grand Rapids Rampage ausgewählt. Dort war er 2008 der führende Receiver und der viertbeste der Liga. Durch 112 gefangene Pässe erzielte er 39 Touchdowns und 1.552 Yards Raumgewinn. Nachdem die AFL für 2009 den Spielbetrieb aussetzte, unterzeichnete Higgins im Februar 2009 einen Vertrag bei den Toronto Argonauts aus der Canadian Football League (CFL). Am 25. Juni 2009 wurde er vor Beginn der Regular Season entlassen. 2010 spielte er bei den Chicago Rush in der AFL.